# Kari Peters
Kari Peters (* 17. November 1985 in Remich) ist ein ehemaliger luxemburgischer Skilangläufer. Er startete sowohl bei Sprint- als auch bei Distanzrennen.

## Werdegang
Der aus Remich stammende Peters nahm 2005 erstmals an den Juniorenweltmeisterschaften in Rovaniemi teil. In den darauffolgenden Jahren wurde Peters mehrfacher luxemburgischer Meister und startete im Alpencup. Seinen ersten internationalen Auftritt bei den Erwachsenen hatte Peters bei den Nordischen Skiweltmeisterschaften 2007 in Sapporo, bei der er im Sprint den 60. Rang belegte. Im März 2007 startete er auch bei der U-23-Weltmeisterschaft in Tarvisio. Im folgenden Jahr trat Peters in die Sportfördergruppe der luxemburgischen Armee ein. 2009 nahm er erneut an den Nordischen Skiweltmeisterschaften in Liberec teil. Dort startete er beim Qualifikationsrennen über 10 km klassisch und beim Freistil-Sprint. In der Saison 2009/10 startete der Luxemburger erstmals im Weltcup, verpasste jedoch bei vier Einsätzen in Düsseldorf, Davos, Drammen und Oslo jeweils die Punkteränge. In den folgenden Jahren nahm er vorwiegend am Alpencup und am Slavic-Cup teil und erreichte dabei vorwiegend Platzierungen außerhalb der Punkteränge. Bei den Nordischen Skiweltmeisterschaften 2013 im Fleimstal errang er den 82. Platz im Sprint und bei den Nordischen Skiweltmeisterschaften 2015 im Falun den 70. Platz im Sprint. Im Jahr 2014 erreichte er in Szklarska Poręba mit dem 59. Platz im Sprint sein bestes Ergebnis im Weltcup und kam bei den Olympischen Winterspielen in Sotschi auf den 79. Platz im Sprint. In der Saison 2018/19 startete er im Balkan-Cup. Dabei kam er sechsmal unter den ersten Zehn und erreichte in Pale mit dem dritten Platz über 15 km Freistil seine erste Podestplatzierung im Continental-Cup. Bei den Nordischen Skiweltmeisterschaften 2021 in Oberstdorf errang er den 130. Platz über 15 km Freistil.

## Erfolge
- 17-facher luxemburgischer Meister
- Luxemburgischer Juniorenmeister im Triathlon